# Herrera Oria (metrostation)
Herrera Oria is een metrostation in het stadsdeel Fuencarral-El Pardo van de Spaanse hoofdstad Madrid. Het station werd geopend op 3 juni 1983 en wordt bediend door lijn 9 van de metro van Madrid.